# 瓜拉克 (市镇)
瓜拉克，是委内瑞拉梅里达州的一个市镇，总面积546平方公里，总人口11,145 (2013年)。行政中心位于瓜拉克镇。